# Elizabeth Arden
Elizabeth Arden, egentligen Florence Nightingale Graham, född 31 december 1878 i Woodbridge i Ontario, död 18 oktober 1966 i New York i New York, var en kanadensisk-amerikansk affärskvinna som byggde upp ett betydande kosmetikföretag i USA.
Arden introducerade den första foundationen och mascaran vilket gjorde succé.[källa behövs] Hon introducerade även den särskilda lådliknande och låsbara smink- och juvelväskan, beautyboxen.

## Biografi
Elizabeth Arden bodde i kanadensiska Woodbridge fram tills hon var 24 år och flyttade till sin äldre bror i New York, där hon under en kort tid arbetade som bokhållare på E.R. Squibb Pharmaceuticals Company. Under tiden hon arbetade där tillbringade hon timmar i deras laboratorium och lärde sig om hudvård. Sedan arbetade hon för Eleanor Adair, som "behandlingsflicka". 1909 ingick Arden ett kompanjonskap med Elizabeth Hubbard. När det upplöstes myntade hon företagsnamnet "Elizabeth Arden" från sin forna kollegas namn och från Tennysons dikt "Enoch Arden."
År 1912 reste Arden till Frankrike för att lära sig de skönhets- och ansiktsmassagetekniker som användes på skönhetssalongerna i Paris. Hon återvände med en kollektion av rouger och puder som hon skapat. Under en tid då det enbart var scenartister som bar smink lanserade Arden ögonmakeup i Nordamerika. Hon började även att använda konceptet "makeover" i sina salonger. Arden arbetade med kemisten A. Fabian Swanson för att skapa en "fluffig" ansiktskräm. Framgången med krämen, "Venetian Cream Amoretta", och lotionen "Arden Skin Tonic", ledde till ett långlivat affärssamarbete. Detta revolutionerade kosmetikbranschen, genom att inta en vetenskaplig approach. Hon skapade även den legendariska "Eight hour-krämen" och beautyboxen.
År 1915 gifte hon sig med bankiren Thomas J. Lewis, och blev amerikansk medborgare. Ardens framgång kostade dock henne äktenskapet med Lewis. De skildes 1934. Ett andra äktenskap med en rysk prins, varade bara 13 månader.
Elizabeth Arden började att arbeta internationellt 1915. Under 1920- och 1930-talet konkurrerade Arden konstant med Helena Rubinstein och Dorothy Gray. Genom att öppna salonger kunde Arden konkurrera på andra marknader än den amerikanska. Arden påstod att "det bara finns tre amerikanska namn som är kända i alla världens hörn: Singer symaskiner Coca Cola och Elizabeth Arden". (There are only three American names that are known in every corner of the globe: Singer sewing machines, Coca Cola and Elizabeth Arden.)
Under Andra världskriget upptäckte hon amerikanska kvinnors förändrade behov, då fler behövdes i arbete utanför hemmen. Hon skapade ett läppstift kallat "Montezuma Red", för kvinnor i militären som skulle matcha det röda på deras uniformer. Den röda färgen blev även ett kännetecken för huset Arden eftersom alla dörrar till salongerna var röda. Hon startade en modefirma 1943 med modeskapare som Charles James och Oscar de la Renta bland personalen. 6 maj 1944 var hon på omslaget till Time magazine.
Arden är även känd för att ha skapat foundation som matchade en persons hudfärg. Hon skapade också idén om "Total Look" som inom läpp-, kind- och nagelfärgmatchade eller var koordinerade. Hon var även den som först fick en kosmetikreklam visad på biograferna. Tack vare sitt bidrag till kosmetikaindustrin belönades hon med Hederslegionen av den franska regeringen 1962.

### Maine Chance
Elizabeth Arden använde namnet Maine Chance till sin exklusiva resort och hälsospa på Long Pond i Mount Vernon i Maine med gäster som Mamie Eisenhower. Vid denna tid var resorten, och den gård som producerade stor del av spaets mat, en av ortens största arbetsgivare. Arden använde namnet Maine Chance Farm för hästkapplöpning och uppfödning av engelska fullblod i Lexington, Kentucky. 1931 köpte hon sin första häst på Saratoga Race Course och på 1940-talet och 1950-talet blev Maine Chance Farm betydande inom amerikansk hästkapplöpning med engelska fullblod.

### Död och eftermäle
Elizabeth Arden avled i New York 1966 och begravdes på Sleepy Hollow Cemetery i Sleepy Hollow, New York under namnet Elizabeth N. Graham. Hennes egendomar var värda 30-40 miljoner amerikanska dollar och hon hade över hundra salonger runt om i världen.
Ardens kosmetikföretag ägs sedan 2003 av Unilever och är listat på NASDAQ (RDEN). Catherine Zeta Jones är företagets "ansikte utåt". De har även licensen till Britney Spears parfymer "Curious" och "Fantasy"; Elizabeth Taylors "White Diamonds", "Passion", "Forever Elizabeth", och "Gardenia"; Geoffrey Beenes "Gray Flannel"; "Halston" och "Halston Z-14"; "White Shoulders" och "Wings. År 2006 övertog Elizabeth Arden parfymer från Riviera Concepts. De nya märkena inkluderar Alfred Sung, the Hummer fragrance franchise, Cynthia Rowley, Lulu Guinness, Bob Mackie och Badgley Mischka.